# Nikki Bartlett
Nikki Bartlett née le 25 juin 1987 à Cheltenham est une triathlète britannique, multiple vainqueur sur triathlon Ironman et Ironman 70.3.

## Palmarès
Le tableau présente les résultats les plus significatifs (podium) obtenus sur le circuit national et international de triathlon depuis 2021,,.
| Année | Compétition                | Pays        | Position          | Temps           |
| ----- | -------------------------- | ----------- | ----------------- | --------------- |
| 2022  | Ironman 70.3 Marbella      | Espagne     | Médaille d'or     | 4 h 32 min 41 s |
| 2022  | Ironman Allemagne          | Allemagne   | Médaille d'argent | 9 h 5 min 20 s  |
| 2021  | Ironman Royaume-Uni        | Royaume-Uni | Médaille d'argent | 9 h 5 min 20 s  |
| 2021  | Ironman 70.3 Lanzarote     | Espagne     | Médaille d'argent | 4 h 39 min 3 s  |
| 2020  | Helvellyn                  | Royaume-Uni | Médaille d'or     | 3 h 51 min 5 s  |
| 2019  | Ironman Lanzarote          | Espagne     | Médaille d'or     | 9 h 59 min 10 s |
| 2019  | Ironman 70.3 Dun Laoghaire | Irlande     | Médaille d'or     | 4 h 46 min 43 s |
| 2019  | Triathlon de Gérardmer LD  | France      | Médaille d'argent | 5 h 5 min 10 s  |
| 2019  | Ironman 70.3 Pays d'Aix    | France      | Médaille d'argent | 4 h 25 min 15 s |
| 2018  | Ironman Weymouth           | Royaume-Uni | Médaille d'argent | 4 h 28 min 1 s  |
| 2018  | Ironman Edinburgh          | Royaume-Uni | Médaille d'argent | 4 h 40 min 55 s |
| 2018  | Ironman Staffordshire      | Royaume-Uni | Médaille d'argent | 4 h 25 min 1 s  |
| 2017  | Challenge Salou            | Espagne     | Médaille d'argent | 4 h 0 min 42 s  |
| 2017  | Ironman Staffordshire      | Royaume-Uni | Médaille d'argent | 4 h 33 min 12 s |